# Lothar Neethling
Lothar Neethling (Németország, 1935. augusztus 29. – Pretoria, 2005. július 11.) tábornok a dél-afrikai rendőrség parancsnokhelyettese volt az apartheid idejében. A magasan képzett kémikus állítólag arra használta a törvényszéki laboratóriumokat, hogy mérget állítson elő, amellyel meggyilkolhatják a rendszer ellenfeleit, valamint vegyi és biológiai fegyverek készítésével kísérletezett.

## Pályafutása
Lothar Neethling 1935-ben született Németországban. A második világháborúban elvesztette szüleit, és a német gyermekalap segítségével a Dél-afrikai Köztársaságban fogadták örökbe. Az akkor 13 éves Lothar Paul Tietz 1948 szeptemberében érkezett meg Fokvárosba, és a gyermekalap elnöke, J. C. Neethling adoptálta. Felvette új nevelője nevét, és beilleszkedett az afrikáner társadalomba.
Kémiából két doktorátust szerzett, az egyiket a University of Californián. Megbecsült tagja volt a dél-afrikai tudományos és művészeti akadémiának, amely aranyérméjével is kitüntette. Briliáns tudósnak tartották; a tajvani kormány is díjat adományozott neki.
1971-ben megalapította a dél-afrikai rendőrség törvényszéki egységét, és a következő években hétszer tüntették ki. Pályafutása a ’70-es évek végén gyorsan ívelt felfelé, és a rendőrség parancsnokhelyettese lett.
1989-ben Dirk Coetzee, a Vlakplaas farmon működő halálbrigádok egykori parancsnoka interjút adott egy apartheidellenes újságnak, amelyben azt állította, hogy Lothar Neethling kifejlesztett egy mérget, amely a Lothar itala nevet kapta. Neethling visszautasította a vádakat, és pereskedni kezdett. A pert elvesztette, ennek ellenére posztján maradhatott, és a dél-afrikai állam anyagi támogatásával fellebbezett. A jogi eljárás öt éven át zajlott, és több mint kétmillió dél-afrikai randot emésztett fel. Az eljárás végén a bíróság 90 ezer rand kártérítést ítélt meg neki a cikket közlő Vrye Weekbladtól, amely csődbe ment. Neethling 2005-ben tüdőrákban halt meg Pretoriában.

## Fordítás
- Ez a szócikk részben vagy egészben  a   Lothar Neethling című angol Wikipédia-szócikk ezen változatának fordításán alapul.  Az eredeti cikk szerkesztőit annak laptörténete sorolja fel. Ez a jelzés csupán a megfogalmazás eredetét és a szerzői jogokat jelzi, nem szolgál a cikkben szereplő információk forrásmegjelöléseként.